# Emmanuel Laroche
Pour les articles homonymes, voir Laroche.
Emmanuel Laroche (11 juillet 1914 - 16 juin 1991) est un linguiste et hittitologue français.

## Biographie
Emmanuel Laroche, né à Clamart, est un ancien élève de l'École normale supérieure, agrégé de grammaire. Sa thèse de doctorat porte sur L'Histoire de la racine NEM en grec ancien (1949).
Il se spécialise dans le domaine des langues et civilisations anatoliennes et en particulier le hittite. Après avoir enseigné à l'université de Nancy, il est nommé en 1946 à l'université de Strasbourg, où il demeure jusqu'en 1972. Parallèlement, il enseigne à l'École pratique des hautes études à partir de 1952.
De 1965 à 1975, il est directeur de l'Institut français d'archéologie d'Istanbul (qui deviendra par la suite l’Institut français d'études anatoliennes) où il débute les fouilles de Porsuk-Ulukışla et de Meydancıkkale (Gülnar, 1971). Il participe aux travaux de l'équipe de Ras-Shamra Ugarit (Syrie).
En 1972, il est élu à l'Académie des inscriptions et belles-lettres. Il était membre également de l'Académie autrichienne des sciences.
Il est nommé en 1973 au Collège de France à la chaire de « Langues et civilisations de l'Asie Mineure ». Il avait épousé en 1944 Jane Morel (1920-2014).

## Principaux travaux
Emmanuel Laroche a publié au moins 10 ouvrages et 150 publications sur l'Asie mineure ancienne et notamment dans les domaines des langues, de l'histoire et des civilisations.
Écriture hiéroglyphique
- « Les Hiéroglyphes hittites » (1960, réed. 1976)

Textes hittites, louvites et louvites
- « Études proto-hittites »(1947)
- « Dictionnaire de la langue louvite » (1959)
- « Glossaire de la langue hourrite » (1976)
- « Catalogue des textes hittites » (1971)

Histoire et la géographie de l'Anatolie antique
- « Recueil d'onomastique hittite » (1951)
- « Le Rôle des Hittites dans l'Orient ancien » (1956)
- « Les Noms des Hittites » (1966)

Religion hittite
- « Recherches sur les noms des dieux hittites » (1947)
- « Le Panthéon de Yazilikaya », JCS 6 (1952)
- « Kubaba déesse anatolienne et le problème des origines de Cybèle »
- « La Réforme religieuse du Roi Tudhaliya IV et sa signification politique » (1975)

Déchiffrement de la langue lycienne
- « La Stèle trilingue du Létôon », deuxième partie : « L'inscription lycienne » (1979)